# Carlos d'Alessio
Carlos d'Alessio (Buenos Aires, 20 dicembre 1935 – Parigi, 14 giugno 1992) è stato un compositore argentino naturalizzato francese ma di ascendenze italiane, noto per il proprio sodalizio artistico con la scrittrice e regista Marguerite Duras e per alcune colonne sonore di film di successo.

## Biografia

### Da Buenos Aires a Parigi
In Argentina, negli anni cinquanta del Novecento, studia architettura ma allo stesso tempo coltiva, da autodidatta, la musica. Prima ancora di laurearsi entra in una compagnia teatrale di varietà, dove può dedicarsi alla composizione di operette e di canzoni per riviste. Negli anni sessanta si trasferisce a New York e successivamente, nel 1972, a Parigi. Qui entra in contatto con altri noti espatriati argentini, fra cui il disegnatore Copi. L'anno successivo si fa conoscere dal pubblico parigino componendo alcuna arie per Luxe (1973), spettacolo allestito dal proprio compatriota Alfredo Arias, una sorta di satira garbata sui music-hall e il loro mondo. Per Arias comporrà anche la musica di L'étoile du Nord, pièce del 1974. Si fa notare dalla scrittrice e regista Marguerite Duras, che vuole conoscerlo personalmente.

### Carlos d'Alessio e Marguerite Duras
Marguerite Duras è in procinto di girare La femme du Gange. Nasce fra i due un'intesa immediata e d'Alessio riceve l'incarico di comporre la musica del lungometraggio. Sarà tuttavia nel corso dell'anno successivo che il compositore argentino coglie il suo primo, grande successo, con la musica del film India Song, scritto e diretto sempre dalla Duras.
Film affascinante e singolare, in cui le parole e i suoni giocano un ruolo forse ancor più importante delle immagini, India Song deve gran parte del proprio successo a Carlos d'Alessio e alla sua musica. La colonna sonora del compositore argentino si articola in una serie di rumbe, tanghi, valzer, charleston e blues tesi a rievocare l'ambiente coloniale dell'India del 1937 e la tragedia della moglie di un diplomatico francese sconvolta da una passione impossibile. La creazione durasiana sarà, in effetti, percepita sempre dal grande pubblico come indissociabile dalla musica languida e senza tempo di d'Alessio che la sublima esaltandone i momenti più emblematici. La stessa regista metterà in evidenza, alcuni anni più tardi, il fascino esercitato su di lei dalla musica che il compositore aveva scritto per film: «pour ce qui est d'India Song, la musique de Carlos d'Alessio est encore avec moi, elle m'entoure, m'habite comme à la première minute où j'ai entendu la musique de cet homme, musique du désir qui est l'essence même du film»
India Song, premiato nel 1975 a Cannes dall'Association française du Cinéma d'Art et d'Essai si trasforma, fin dalla sua prima presentazione al pubblico, in un film di culto, e Carlos d'Alessio acquista un'improvvisa popolarità. La nota attrice Jeanne Moreau lancerà poco più tardi, con un single, uno dei temi conduttori del lungometraggio, un blues che ha lo stesso titolo del film. La Duras, nella sua creazione successiva, Son nom de Venise dans Calcutta désert (1976) riproporrà la stessa musica di India Song come colonna sonora di un'altra vicenda (in realtà si tratta di una nostalgica rivisitazione dei luoghi che erano stati testimoni della storia d'amore descritta in India Song).
In quegli stessi anni D'Alessio comporrà la musica dei film Des journées entières (1976), Baxter, Vera Baxter (1977) e  Le navire night (1979), tutti diretti dalla Duras, che riceveranno giudizi contrastati da parte della critica e un'accoglienza molto tiepida da parte del pubblico francese. Il sodalizio artistico fra il musicista argentino e la scrittrice-regista francese si chiuderà però solo nel 1984, con Les enfants, lungometraggio firmato sia da Marguerite Duras che da Jean Mascolo.

### Una morte prematura
Negli anni settanta e ottanta Carlos d'Alessio non si limita a collaborare con la Duras, ma compone colonne sonore di alcuni noti film di produzione francese, fra cui Maîtresse (1976) diretto da Barbet Schroeder, ed Hécate, maîtresse de la nuit (1982) per la regia di Daniel Schmid. Colpito, attorno alla metà degli anni ottanta, da una profonda depressione per una malattia incurabile diagnosticatagli, il musicista dirada la propria attività di compositore (fra il 1984 e il 1988 resterà pressoché inattivo) per riprenderla alla fine di quello stesso decennio in un film per la televisione, la Bête dans la jungle. Nel 1990 accetta di musicare Delicatessen per la regia di Marc Caro e Jean-Pierre Jeunet, presentato al pubblico francese l'anno successivo (1991). Il grande successo di critica e di pubblico ottenuto nascondono però una piccola delusione: fra i quattro premi César che il film vincerà nel 1992 (opera prima, sceneggiatura, montaggio e scenografia) manca quello per la musica. Il compositore si spegnerà prematuramente a Parigi tre mesi più tardi.

## Musica per il teatro (selezione)
- Luxe, 1973, di Alfredo Arias
- L'étoile du Nord, 1974, di Alfredo Arias
- Omphalos Hôtel, 1975, di Jean-Michel Ribes
- L'Éden Cinéma, 1977, di Marguerite Duras
- Succès, 1978, di Javier Arroyuelo et Rafael Lopez-Sanchez

## Filmografia parziale
- La Femme du Gange, 1974, regia di Marguerite Duras
- India Song, 1975, regia di Marguerite Duras
- Des journées entières dans les arbres, 1976, regia di Marguerite Duras
- Son nom de Venise dans Calcutta désert, 1976, regia di Marguerite Duras
- Maîtresse, 1976, regia di Barbet Schroeder
- Baxter, Véra Baxter, 1977, regia di Marguerite Duras
- Le Navire Night, 1979, regia di Marguerite Duras
- Les Jeux de la comtesse Dolingen de Gratz, 1982, regia di Catherine Binet
- Hécate, maîtresse de la nuit, 1982, regia di Daniel Schmid
- Parti sans laisser d'adresse, 1982, regia di Jacqueline Veuve
- Les Enfants, 1984, regia di Marguerite Duras
- Delicatessen, 1991, regia di Jean-Pierre Jeunet e Marc Caro